# Ancião de Estado da Estônia
O Ancião de Estado (em estoniano: Riigivanem), às vezes também traduzido como Chefe de Estado, foi o título oficial do chefe de estado estoniano de 1920 a 1937.  Ele combinou algumas das funções desempenhadas por um presidente e um primeiro-ministro na maioria das outras democracias.
De acordo com a Constituição Estoniana de 1920, que foi aplicada pela “Constituição da República da Estônia, a Lei do Referendo e a Lei de Implementação da Lei de Iniciativa dos Cidadãos” em 2 de julho de 1920, após ser aprovada pela Assembleia Constituinte em 16 de junho de 1920 (Riigi Teataja; 9 de agosto de 1920 N° 113/114), o Governo da República consistia no riigivanem (Ancião do Estado) e Ministros (Seção 58).
As responsabilidades do Ancião de Estado eram representar a República da Estônia, administrar e coordenar as atividades do Governo da República, presidir as reuniões do Governo; o Ancião de Estado tinha o direito de fazer perguntas sobre as atividades dos Ministros (Seção 62). O Governo da República nomeou um dos seus membros como Adjunto do Ancião de Estado.
Na prática, o Ancião do Estado tinha muito pouco poder. A constituição de 1920 tinha um caráter radicalmente parlamentar, e o líder do Estado podia ser afastado do cargo a qualquer momento. Isso limitou sua capacidade de desempenhar um papel de equilíbrio entre o governo e o legislativo.
Com a constituição de 1934, a instituição passou por uma reforma e se tornou equivalente a um presidente, pois um chefe de governo separado passou a ser eleito. O golpe de 1934 de Konstantin Päts fez com que a instituição nunca se tornasse realidade, pois ele governou como Primeiro-ministro com deveres de Ancião de Estado até 1937.

## Lista de titulares

### 1920–1934
| Retrato | Retrato                                                        | Nome                                                                                 | Mandato                                                        | Mandato                                                        | Mandato                                                        | Partido                                                        | Gabinete                                                                               | Riigikogu (Eleição)                                            |                                                                |
| Retrato | Retrato                                                        | Nome                                                                                 | Posse                                                          | Fim do Mandato                                                 | Dias                                                           | Partido                                                        | Gabinete                                                                               | Riigikogu (Eleição)                                            |                                                                |
| A Constituição de 1920 substituiu o cargo de Primeiro-Ministro                                                                 | A Constituição de 1920 substituiu o cargo de Primeiro-Ministro | A Constituição de 1920 substituiu o cargo de Primeiro-Ministro                       | A Constituição de 1920 substituiu o cargo de Primeiro-Ministro | A Constituição de 1920 substituiu o cargo de Primeiro-Ministro | A Constituição de 1920 substituiu o cargo de Primeiro-Ministro | A Constituição de 1920 substituiu o cargo de Primeiro-Ministro | A Constituição de 1920 substituiu o cargo de Primeiro-Ministro                         | A Constituição de 1920 substituiu o cargo de Primeiro-Ministro | A Constituição de 1920 substituiu o cargo de Primeiro-Ministro |
| --- | -------------------------------------------------------------- | ------------------------------------------------------------------------------------ | -------------------------------------------------------------- | -------------------------------------------------------------- | -------------------------------------------------------------- | -------------------------------------------------------------- | -------------------------------------------------------------------------------------- | -------------------------------------------------------------- | -------------------------------------------------------------- |
| 1 |                                                                | Ants Piip (1884–1942) 1º Ancião do Estado                                            | 20 de dezembro de 1920                                         | 25 de janeiro de 1921                                          | 92                                                             | Partido Trabalhista (ETE)                                      | Piip ETE                                                                               | Assembleia Constituinte (1919)                                 |                                                                |
| 1 |                                                                |                                                                                      |                                                                |                                                                |                                                                |                                                                |                                                                                        | Assembleia Constituinte (1919)                                 |                                                                |
| 2 |                                                                | Konstantin Päts (1874–1956) 2º Ancião do Estado                                      | 25 de janeiro de 1921                                          | 21 de novembro de 1922                                         | 666                                                            | Assembleias de Agricultores (PK)                               | Päts I PK–ETE–ERE–KRE PK–(ETE)–ERE–KRE PK–ERE–KRE [a]                                  | I (1920)                                                       |                                                                |
| 2 |                                                                |                                                                                      |                                                                |                                                                |                                                                |                                                                |                                                                                        | I (1920)                                                       |                                                                |
| 3 |                                                                | Juhan Kukk (1885–1942) 3º Ancião do Estado                                           | 21 de novembro de 1922                                         | 2 de agosto de 1923                                            | 255                                                            | Partido Trabalhista (ETE)                                      | Kukk ETE–PK–ERE ETE–PK–(ERE) [b]                                                       | I (1920)                                                       |                                                                |
| 3 |                                                                |                                                                                      |                                                                |                                                                |                                                                |                                                                |                                                                                        | I (1920)                                                       |                                                                |
| 4 |                                                                | Konstantin Päts (1874–1956) 4º Ancião do Estado (2° mandato)                         | 2 de agosto de 1923                                            | 26 de março de 1924                                            | 238                                                            | Assembleias de Agricultores (PK)                               | Päts II PK–KRE–ERE–ETE PK–KRE–ERE–(ETE) PK–KRE–ERE [c]                                 | II (1923)                                                      |                                                                |
| 4 |                                                                |                                                                                      |                                                                |                                                                |                                                                |                                                                |                                                                                        | II (1923)                                                      |                                                                |
| 5 |                                                                | Friedrich Karl Akel (1871–1941) 5º Ancião do Estado                                  | 26 de março de 1924                                            | 16 de dezembro de 1924                                         | 266                                                            | Partido Popular Cristão (KRE)                                  | Akel KRE–ETE–ERE                                                                       | II (1923)                                                      |                                                                |
| 5 |                                                                |                                                                                      |                                                                |                                                                |                                                                |                                                                |                                                                                        | II (1923)                                                      |                                                                |
| 6 |                                                                | Jüri Jaakson (1870–1942) 6º Ancião do Estado                                         | 16 de dezembro de 1924                                         | 15 de dezembro de 1925                                         | 365                                                            | Partido Popular (ERE)                                          | Jaakson ERE–PK–ESDTP–ETE–KRE ERE–PK–ESTP–ETE–KRE [d]                                   | II (1923)                                                      |                                                                |
| 6 |                                                                |                                                                                      |                                                                |                                                                |                                                                |                                                                |                                                                                        | II (1923)                                                      |                                                                |
| 7 |                                                                | Jaan Teemant (1872–1941?) 7º Ancião do Estado                                        | 15 de dezembro de 1925                                         | 23 de julho de 1926                                            | 725                                                            | Assembleias de Agricultores (PK)                               | Teemant I PK–ETE–KRE–ARVK PK–ETE–KRE–ARVK–RVP [e]                                      | II (1923)                                                      |                                                                |
| 7 | 23 de julho de 1926                                            | Jaan Teemant (1872–1941?) 7º Ancião do Estado                                        | 4 de março de 1927                                             | Teemant II PK–ARVK–KRE–ERE–ÜMSL                                | 725                                                            | Assembleias de Agricultores (PK)                               | III (1926)                                                                             |                                                                |                                                                |
| 7 | 4 de março de 1927                                             | Jaan Teemant (1872–1941?) 7º Ancião do Estado                                        | 9 de dezembro de 1927                                          | Teemant III PK–ARVK–ERE–KRE–ÜMSL                               | 725                                                            | Assembleias de Agricultores (PK)                               | III (1926)                                                                             |                                                                |                                                                |
| 7 |                                                                |                                                                                      |                                                                |                                                                |                                                                |                                                                | III (1926)                                                                             |                                                                |                                                                |
| 8 |                                                                | Jaan Tõnisson (1868–1941?) 8º Ancião do Estado                                       | 9 de dezembro de 1927                                          | 4 de dezembro de 1928                                          | 362                                                            | Partido Popular (ERE)                                          | III (1926)                                                                             | Tõnisson III ERE–PK–ARVK–ETE                                   |                                                                |
| 8 |                                                                |                                                                                      |                                                                |                                                                |                                                                |                                                                | III (1926)                                                                             |                                                                |                                                                |
| 9 |                                                                | August Rei (1886–1963) 9º Ancião do Estado                                           | 4 de dezembro de 1928                                          | 9 de julho de 1929                                             | 218                                                            | Partido Socialista dos Trabalhadores (ESTP)                    | III (1926)                                                                             | Rei ESTP–ARVK–ETE–KRE                                          |                                                                |
| 9 |                                                                |                                                                                      |                                                                |                                                                |                                                                |                                                                | III (1926)                                                                             |                                                                |                                                                |
| 10 |                                                                | Otto August Strandman (1875–1941) 10º Ancião do Estado                               | 9 de julho de 1929                                             | 12 de fevereiro de 1931                                        | 584                                                            | Partido Trabalhista (ETE)                                      | Strandman II ETE–ARVK–PK–KRE–ERE                                                       | IV (1929)                                                      |                                                                |
| 10 |                                                                |                                                                                      |                                                                |                                                                |                                                                |                                                                |                                                                                        | IV (1929)                                                      |                                                                |
| 11 |                                                                | Konstantin Päts (1874–1956) 11º Ancião do Estado (3° mandato)                        | 12 de fevereiro de 1931                                        | 19 de fevereiro de 1932                                        | 373                                                            | Assembleias de Agricultores (PK)                               | Päts III PK–ERE–ESTP PK–ERE/(KRE)–ESTP PK/(PAVK)–ERE/(KRE)–ESTP PK/(PAVK)–RKE–ESTP [f] | IV (1929)                                                      |                                                                |
| 11 |                                                                |                                                                                      |                                                                |                                                                |                                                                |                                                                |                                                                                        | IV (1929)                                                      |                                                                |
| 12 |                                                                | Jaan Teemant (1872–1941?) 12º Ancião do Estado (2º mandato)                          | 19 de fevereiro de 1932                                        | 19 de julho de 1932                                            | 152                                                            | Assembleias de Agricultores (PK)                               | Teemant IV PK/PAVK–RKE ÜPE–RKE [g]                                                     | IV (1929)                                                      |                                                                |
| 12 | Partido dos Agricultores Unidos (ÜPE)                          | Jaan Teemant (1872–1941?) 12º Ancião do Estado (2º mandato)                          | 19 de fevereiro de 1932                                        | 19 de julho de 1932                                            | 152                                                            |                                                                | Teemant IV PK/PAVK–RKE ÜPE–RKE [g]                                                     | IV (1929)                                                      |                                                                |
| 12 |                                                                |                                                                                      |                                                                |                                                                |                                                                |                                                                |                                                                                        | IV (1929)                                                      |                                                                |
| 13 |                                                                | Karl August Einbund (posteriormente Kaarel Eenpalu) (1888–1942) 13º Ancião do Estado | 19 de julho de 1932                                            | 1 de novembro de 1932                                          | 106                                                            | Partido dos Agricultores Unidos (ÜPE)                          | Einbund I ÜPE–RKE [h]                                                                  | V (1932)                                                       |                                                                |
| 13 |                                                                |                                                                                      |                                                                |                                                                |                                                                |                                                                |                                                                                        | V (1932)                                                       |                                                                |
| 14 |                                                                | Konstantin Päts (1874–1956) 14º Ancião do Estado (4° mandato)                        | 1 de novembro de 1932                                          | 18 de maio de 1933                                             | 199                                                            | Partido dos Agricultores Unidos (ÜPE)                          | Päts IV ÜPE–RKE–ESTP                                                                   | V (1932)                                                       |                                                                |
| 14 |                                                                |                                                                                      |                                                                |                                                                |                                                                |                                                                |                                                                                        | V (1932)                                                       |                                                                |
| 15 |                                                                | Jaan Tõnisson (1868–1941?) 15º Ancião do Estado (2° mandato)                         | 18 de maio de 1933                                             | 21 de outubro de 1933                                          | 157                                                            | Partido do Centro Nacional (RKE)                               | Tõnisson IV RKE–ÜPE                                                                    | V (1932)                                                       |                                                                |
| 15 |                                                                |                                                                                      |                                                                |                                                                |                                                                |                                                                |                                                                                        | V (1932)                                                       |                                                                |
| 16 |                                                                | Konstantin Päts (1874–1956) 16º Ancião do Estado (5° mandato)                        | 21 de outubro de 1933                                          | 24 de janeiro de 1934                                          | 1.647                                                          | Assembleias de Agricultores (PK) [i]                           | Päts V coalizão sem partido[j]                                                         | V (1932)                                                       |                                                                |
| 16 |                                                                |                                                                                      |                                                                |                                                                |                                                                |                                                                | Päts V coalizão sem partido[j]                                                         | V (1932)                                                       |                                                                |
| A Constituição de 1934 dividiu o cargo de Ancião de Estado entre um novo cargo chamado Ancião de Estado e um Primeiro-Ministro |                                                                |                                                                                      |                                                                |                                                                |                                                                |                                                                |                                                                                        |                                                                |                                                                |

### 1934–1937 (interino)
| Retrato | Retrato | Nome | Mandato | Mandato | Mandato | Partido | Gabinete | Riigikogu (Eleição) | Chefe de governo separado |
| Retrato | Retrato | Nome | Posse | Fim do Mandato | Dias | Partido | Gabinete | Riigikogu (Eleição) | Chefe de governo separado |
| A Constituição de 1934 dividiu o cargo de Ancião de Estado entre um novo cargo chamado Ancião de Estado e um Primeiro-Ministro        | A Constituição de 1934 dividiu o cargo de Ancião de Estado entre um novo cargo chamado Ancião de Estado e um Primeiro-Ministro | A Constituição de 1934 dividiu o cargo de Ancião de Estado entre um novo cargo chamado Ancião de Estado e um Primeiro-Ministro | A Constituição de 1934 dividiu o cargo de Ancião de Estado entre um novo cargo chamado Ancião de Estado e um Primeiro-Ministro | A Constituição de 1934 dividiu o cargo de Ancião de Estado entre um novo cargo chamado Ancião de Estado e um Primeiro-Ministro | A Constituição de 1934 dividiu o cargo de Ancião de Estado entre um novo cargo chamado Ancião de Estado e um Primeiro-Ministro | A Constituição de 1934 dividiu o cargo de Ancião de Estado entre um novo cargo chamado Ancião de Estado e um Primeiro-Ministro | A Constituição de 1934 dividiu o cargo de Ancião de Estado entre um novo cargo chamado Ancião de Estado e um Primeiro-Ministro | A Constituição de 1934 dividiu o cargo de Ancião de Estado entre um novo cargo chamado Ancião de Estado e um Primeiro-Ministro | A Constituição de 1934 dividiu o cargo de Ancião de Estado entre um novo cargo chamado Ancião de Estado e um Primeiro-Ministro |
| --- | --- | --- | --- | --- | --- | --- | --- | --- | --- |
| — | | Konstantin Päts (1874–1956) 6º Primeiro-Ministro (nas funções de Ancião de Estado)                                             | 24 de janeiro de 1934 | 3 de setembro de 1937 | 1.319 | Assembleias de Agricultores (PK) [k]                                                                                           | Päts V coalizão sem partido [j]                                                                                                | V (1932) | Primeiro-ministro em funções de Ancião de Estado Konstantin Päts                                                               |
| — | Nenhum [l] | Konstantin Päts (1874–1956) 6º Primeiro-Ministro (nas funções de Ancião de Estado)                                             | 24 de janeiro de 1934 | 3 de setembro de 1937 | 1.319 | Parlamento dissolvido [m] | Päts V coalizão sem partido [j]                                                                                                | | Primeiro-ministro em funções de Ancião de Estado Konstantin Päts                                                               |
| — | | | | | | | | | |
| A Lei de Emenda à Constituição de 1938 fundiu temporariamente os cargos de Ancião de Estado e Primeiro-Ministro ao Presidente-Regente | | | | | | | | | |